# 多重主機複製
多重主機複製（英語：Multi-master replication）是一种数据库复制方法，此時数据存儲在一组计算机內，並且该组內的任何電腦都能更新數據，並且組內所有電腦也都會响应客户發起的数据查询，這樣就能加快服务器响应时间。多重主機复制系统负责将每台電腦所做的数据修改傳遞給组內的其它電腦，并解决不同電腦所做的并发更改之间可能出现的任何冲突。此外如果主服務器發生故障，其他服务器會复制主服務器的数据，以便在主服務器停止运行时可以繼續提供服務。